# ريتشموند شريف
ريتشموند شريف (بالإنجليزية: Richmond Shreve)‏ هو مهندس معماري أمريكي، ولد في 25 يونيو 1877 في Cornwallis Park ‏ في كندا، وتوفي في 11 سبتمبر 1946.